# Afambo (woreda)
Afambo je jedna od 31 worede u regiji Afar u Etiopiji. 
Ime je dobila prema Jezeru Afambo, smještenom na granici worede s Asayitom, u blizini međunarodne granice s Džibutijem.
Predstavlja dio Upravne Zone 1. Graniči na jugu s regijom Oromia, na zapadu s Dubtijem, na sjeveru s Asayitom i na istoku s Džibutijem. 
Duž istočne granice postoji niz jezera južno od jezera Afambo: Laitali, Gummare, Bario i jezero Abbe.
Nema podataka o gradovima u Afambu.
Prema podacima objavljenim od Središnje statističke agencije u 2005. godini, ova woreda je imala procijenjenih 16.727 stanovnika, od čega 7.938 muškaraca i 8.779 žena. Nisu dostupne informacije o površini Millea, pa se ne može izračunati gustoća stanovništva.